# Macrothelinae
Macrothelinae Simon, 1892 è una sottofamiglia appartenente alla famiglia Hexathelidae.

## Distribuzione
L'unico genere che vi è ascritto è diffuso in Europa meridionale (Spagna, Creta), in Asia (7 specie endemiche nella sola Cina), Africa settentrionale e centrale.

## Tassonomia
La sottofamiglia venne descritta per la prima volta da Simon nel 1892 nell'ambito della famiglia Dipluridae Simon, 1889; successivi studi, nonché lo spostamento di vari generi nella famiglia Hexathelidae Simon, 1892, per peculiari caratteri morfologici, permise ai  Macrothelinae di conservare lo status di sottofamiglia in base alla presenza di quattro filiere, non ascrivibili alle Diplurinae, ma alle Hexathelidae anche in base a considerazioni di tipo parafiletico.
Attualmente, a giugno 2012, si compone di 1 genere:
- Macrothele (Ausserer, 1871) — Africa, Europa, Asia